# Gare de Rully
Gare de Rully – przystanek kolejowy w Rully, w departamencie Saona i Loara, w regionie Burgundia-Franche-Comté, we Francji.
Jest przystankiem kolejowym Société nationale des chemins de fer français (SNCF), obsługiwanym przez pociągi TER Bourgogne.